# Лонг-Айленд (пролив)
Лонг-Айленд (англ. Long Island Sound — «пролив длинного острова», от дат. sund — пролив) — пролив между территорией штата Коннектикут на севере и островом Лонг-Айленд на юге.
Длина пролива — около 150 км, ширина до 32 км. В западной части пролив переходит в узкую протоку («реку») Ист-Ривер, на берегах которой расположен Нью-Йорк. Береговая линия сильно изрезана, со стороны океана множество песчаных кос.
Пролив богат рыбой, моллюсками и ракообразными.
Реки, впадающие в пролив, опресняют его до состояния солоноватости. Устья рек Коннектикута, впадающих в залив, богаты земноводными, черепахами. На берегах распространены колонии птиц.
Не решён вопрос о том, кто открыл пролив. Известно, что остров Лонг-Айленд открыл в 1609 году Генри Гудзон. Однако первый зарегистрированный проход по проливу совершил голландец Адриен Блок, именем которого назван остров в восточной части пролива.
Расположение на берегу Нью-Йорка и крупных городов Коннектикута способствует загрязнению вод, что отрицательно влияет на флору и фауну территории. Также из-за этого снижается популярность у туристов.
В колониальную эпоху пролив имел прозвище «Дьявольский пояс» (The Devil’s Belt). Иногда пролив Лонг-Айленд называется «заливом».